# Курбаннепесов, Керим
Керим Курбаннепесов (туркм. Kerim Gurbannepesow; 1929, селение Первый Геоктепе, Туркменская ССР — 1 сентября 1988, Ашхабад) — туркменский советский поэт, писатель, переводчик; Народный писатель Туркменской ССР (1967).

## Биография
Родился в многодетной семье. Отец Керима погиб на фронте в 1942 году. В тринадцатилетнем возрасте, оставшись вместе с четырьмя младшими братьями и сёстрами, стал фактически главой семьи. Работал в колхозе, был районным библиотекарем, строил Тедженское водохранилище, служил в армии.

## Творчество
Поэтический талант проявился у Керима Курбаннепесова в раннем возрасте. Первые его стихотворения появились сперва в районной, затем в республиканских газетах. Школьником его приняли штатные корреспонденты районной газеты.
Начиная с 1940 года, стихи Курбаннепесова регулярно появляются на страницах республиканских молодёжных газет, сатирического журнала «Токмак». В 1949 году в московском журнале «Смена» публикуется его стихотворение «Колхозчы гыз» («Девушка из колхоза»).
В 1951 г. появился первый поэтический сборник молодого автора «Родник моей силы». Уже первые книги К. Курбаннепесова показали, что в туркменскую литературу уверенно вошёл и прочно занял своё место большой, талантливый, самобытный поэт.
В 1974 году вышел его рассказ в стихотворной форме «Запертая» о девушке Огультерек, страдающей МЛД. В рассказе описывается то,как неговорящая и неподвижная девушка пытается контактировать с окружающими при помощи глаз и мимики и о её трудных испытаниях.
Из под пера Керима Курбаннепесова вышли более 20-ти поэтических книг. В них автор предстает тонким лириком и глубоким психологом, философом, органично сочетающим юмор и мягкую иронию. Поэтический мир поэта многокрасочен, это внутренний мир его современников с их повседневными заботами, радостями, печалями, мечтами, это размышления о смысле жизни, о гражданских идеалах, об искусстве художника слова, о личности и предназначении поэта.
Классик туркменской литературы Берды Кербабаев так отозвался о поэте:

Есть у нас Керим; его надо знать — это большой поэт; он соединяет в себе мудрость, сохранённую веками и то, что ещё только придёт к нам в будущем. Этот поэт на перепутье всех трёх времён.— Берды Кербабаев
Чингиз Айтматов в одном из выступлений назвал Керима Курбаннепесова выдающимся поэтом современности.

## Избранные произведения
- «Состязание» — поэма (1972),
- «Запертая» (1974),
- «Жизнь» (1975),
- «Земля» (1978),
- «Корни» (1978),
- «Избранное» (1979),
- «На половине пути» (1979),
- «Литература и жизнь» (1980),
- «Стихи» (1981),
- «Верность» (1981)
- «Чарыяр — дехканский сын» (1981),
- «Весенний ветерок» (1982),
- «Долг» (1982-85),
- «Горькие дни, сладкие дни» (1983),
- «Семь листьев» (1984),
- «Букет дружбы» (1987),
- «Вчера и сегодня» (1988),
- «Дед Таймаз» — поэма (1989),
- «Когда б три жизни…»,
- «Сердце, найденное в песках»,
- «Ради доброты»,
- «Отец и сын» — поэма,
- «Забота» — поэма

и др.
Керим Курбаннепесов — популярный поэт-песенник. Многие его стихи стали туркменскими народными песнями. Написал ряд произведений для детей.
Переводил с русского, английского, итальянского, бенгальского, турецкого, персидского на туркменский язык произведения А. С. Пушкина, Н. А. Некрасова, Джанни Родари, Уолта Уитмена, Р. Тагора, Назыма Хикмета, Алишера Навои и др. Произведения самого К. Курбаннепесова переведены на ряд языков народов СССР.
Избирался депутатом Верховного Совета Туркменской ССР.

## Награды и премии
- Государственная премия Туркменской ССР имени Махтумкули (1970).

## Память
- На «Аллее вдохновения» в центре Ашхабада установлен бюст Керима Курбаннепесова.
- Писатель и Переводчик Чары Гелдимурадов написал мемуары про жизнь и творчество Керима Курбаннепесова